# Parque Nacional Algharabolli
O Parque Nacional Algharabolli, também Parque Nacional Karabolli, é um parque nacional da Líbia perto de Trípoli e ao lado de Al-Garabulli. Foi estabelecido em 1992 e cobre uma área de 8,000 ha (20,000 acres).

## Flora e fauna
O parque abriga riachos de água doce de nascentes, bem como áreas costeiras do mar Mediterrâneo. É conhecida pelas belas praias, dunas de areia e falésias íngremes. O santuário de aves hospeda mais de 1000 espécies de pássaros, hienas e focas.